# Aethalops
Aethalops là một chi động vật có vú trong họ Dơi quạ, bộ Dơi. Chi này được Thomas miêu tả năm 1923. Loài điển hình của chi này là Aethalodes alecto Thomas, 1923.

## Các loài
Chi này gồm các loài:
- Aethalops aequalis G. M. Allen, 1938
- Aethalops alecto (Thomas, 1923)